# Dirk Verschraegen
Dirk Verschraegen (Gent, 14 december 1948) is een Belgisch organist en orgelpedagoog.
Hij is zoon van beroepsgenoot Gabriël Verschraegen en Maria Verniers. Hij is een neef van Herman Verschraegen.
Dirk Verschraegen kreeg zijn opleiding aan het Gents conservatorium bij Karel Paukert en Gabriël Verschraegen. Hij verkreeg daar eerste prijzen op het gebied van harmonieleer (1970, Omer Van Puyvelde), orgel (1970, Willy Climan), contrapunt (1971) en fuga (1972, Julien Mestdagh). Al tijdens die opleiding was hij orgeldocent aan de Muziekacademie Lokeren (1970-1973) en kunsthumaniora in Gent (1972-1973). Dit combineerde hij al met zijn leraarschap harmonieleraar aan het Gents conservatorium (1972-1977), vanaf het laatste jaar was hij er leraar orgel. In 1973 werd hij ook nog eens directeur van de Rijksmuziekacademie in Gent. Sinds 2009 is hij eredocent orgel aan de Hogeschool Gent en eredirecteur Muziekacademie van het gemeenschapsonderwijs Gent, aldus zijn LinkedInpagina (gegevens 2024).
Als uitvoerend musicus verbond hij zich aan de Sint-Martinuskerk en organiseerde orgelconcerten in de Sint-Baafskathedraal. Hij bespeelde niet alleen Belgische orgels, maar trad ook op in het buitenland met een tournee door de Verenigde Staten in 1983.
Tot slot schreef hij enkele werken, uiteraard voor orgel, maar ook voor blazers en bij documentaires.